# Henry Ware Jr.

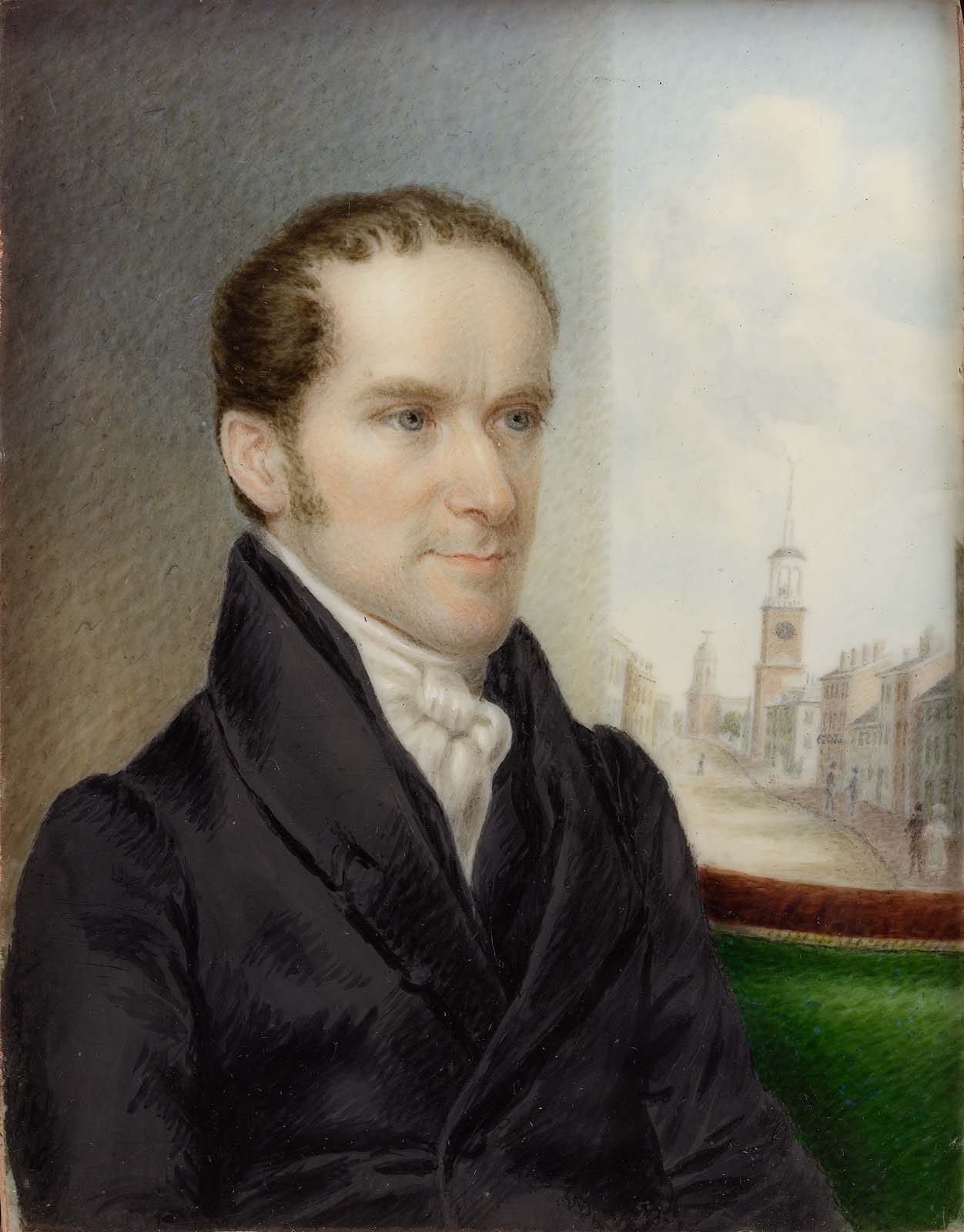
Porträt von Sarah Goodridge, um 1828

Henry Ware Jr. (* 21. April 1794 in Hingham, Massachusetts; † 22. September 1843 in Framingham) war ein US-amerikanischer unitarischer Theologe und erster Präsident der Harvard Musical Association.

## Leben und Wirken
Henry Ware Junior wurde 1794 als ältestes Kind von Henry Ware und Mary (Clark) Ware in Hingham (Massachusetts) geboren. Sein Vater war Pfarrer der Unitarian First Church in Hingham und anschließend Professor am Harvard College gewesen, seine Mutter war Tochter des Pfarrers Jonas Clark aus Lexington. Nachdem Ware die Phillips Academy in Andover abgeschlossen hatte, wechselte er 1808 zum Studium an das Harvard College. Nach seinem Studienabschluss wirkte er zunächst als Lehrer an der Phillips Academy in Exeter, New Hampshire, hier entwickelte sich eine tiefe Freundschaft zu John Emery Abbot. Zwei Jahre später kehrte er nach Harvard zurück, um sich am dortigen neu aufgebauten Theologischen Seminar, der Harvard Divinity School, als Pfarrer ausbilden zu lassen. Im Januar 1817 wurde er schließlich als Pfarrer der Second Church of Boston ordiniert. Einige Monate später heiratete er Elizabeth Waterhouse, die Tochter des bekannten Mediziners und Professors der Harvard Medical School Benjamin Waterhouse (1754–1846). Im März 1819 wurde Ware Redakteur der Zeitschrift Christian Disciple (später umbenannt in Christian Examiner). Er war in jener Zeit zudem maßgeblich an der Gründung der ersten Unitariergemeinde in New York beteiligt, dessen erster Pfarrer sein Bruder William wurde. Nachdem 1824 seine Frau und sein jüngstes Kind gestorben waren, war er Witwer und zunächst alleinerziehender Vater zweier kleiner Kinder. 1827 heiratete er Mary Lovell, Tochter von Mark Pickard, einem ehemaligen Kaufmann in Boston, mit der er noch weitere sechs Kinder bekam.
Ware hatte schon früh die Gründung der landesweiten American Unitarian Association (AUA, die unitarische Kirche der USA) unterstützt und wirkte im dortigen Vorstand mit. 1835 kritisierte er die schwache evangelistische Ausrichtung der unitarischen Kirche und drückte dies in der im gleichen Jahr erschienenen Schrift Sober Thoughts on the State of the Times mit dem Satz Wir sind eine Gemeinschaft für uns selbst aus. In Boston hatte sich Ware den Ruf eines herausragenden Gemeindepfarrers erworben, aufgrund seines zunehmend verschlechterten Gesundheitszustandes wurde ihm jedoch 1829 Ralph Waldo Emerson als zweiter Pfarrer zur Seite gestellt, der kurze Zeit später zu einer der Gründungspersonen des Transzendentalismus werden sollte. 1830 wurde Ware als Professor für Homiletik (Predigttheorie) und Poimenik (Seelsorgetheorie) an die Harvard Divinity School berufen. In Hinblick auf seinen Gesundheitszustand reisten er und seine Frau Mary jedoch zunächst für mehrere Monate nach Europa, wo er u. a. England, die Niederlande, Italien, die Schweiz und Frankreich bereiste, zudem kam es zu einem Besuch der Unitarier in Ungarn. 1831 publizierte er das bekannte Andachtsbuch On the Formation of the Chistian Charakter. In der ab 1836 geführten Debatte zwischen Vertretern des klassischen Unitarismus und des sich entwickelnden Transzendentalismus kritisierte Ware letztere, in dem er betonte, Gott könne nicht mit der Natur selbst in eins gesetzt werden. Ware sah in dem Versuch, die Begrifflichkeit Gottes auf das gesamte Universum anzuwenden, einen verschleierten Atheismus. Während der auch als Miracles Controversy (Wunderkontroverse) bekannt gewordenen Debatte kritisierte er im September 1838 in seiner Predigt The Personality of the Diety die pantheistisch-transzendentalistische Position seines Pfarrkollegen Emerson, Gott zu einer bloßen abstrakten Idee zu reduzieren. 1841 musste Ware in Hinblick auf seinen sich verschlechternden Gesundheitszustand seine Pfarrtätigkeit ruhen lassen. Seine letzte Predigt hielt er am 23. Januar 1841, am Sabbat, in New York. Er verstarb am 22. September 1843 in Framingham. Ware hatte neun Kinder, drei hiervon aus erster Ehe. Eines der Kinder, John Fothergill Waterhouse, wurde ebenfalls unitarischer Prediger. Sein Sohn William Robert Ware wurde ein bekannter Architekt, sein Sohn Charles Pickard Ware veröffentlichte später als Gegner der Sklaverei unter dem Titel Slave Songs of the United States eine Sammlung afroamerikanischer Lieder. Seine zweite Frau Mary starb im April 1849.